# 支線 (建築)
建築における支線（しせん）とは、建造物を直立して保持するため、その上部と地面を接続して固定する針金などの線状のものである。
鉄塔、電柱、テントなどに用いられ、通常は異なる方向に複数の支線を設ける。張力を加えるためのターンバックルなどの部品とともに用いられることが多い。
アンテナのマストを固定するのに用いるとき、金属製の支線では長さが問題になることがある。支線がアンテナで送受信する周波数の波長の 1/2 の整数倍の長さになっていると支線が共振してしまい、アンテナから輻射される高周波エネルギーを減衰させてしまう。これを防ぐのに、波長の 1/2 にならないように支線を何本かに分け、それぞれを碍子でつないで機械的には 1 本の支線として使用するということが行われている。
また、ガラス繊維等の絶縁体製の支線を用いることもある。